# Protea lacticolor
Protea lacticolor (лат.) — кустарник или небольшое дерево, вид рода Протея (Protea) семейства Протейные (Proteaceae), эндемик Южной Африки. Крупный куст или небольшое дерево, произрастающее в финбоше, с кремово-белыми или розовыми цветочными головками. Цветёт осенью и зимой.

## Ботаническое описание

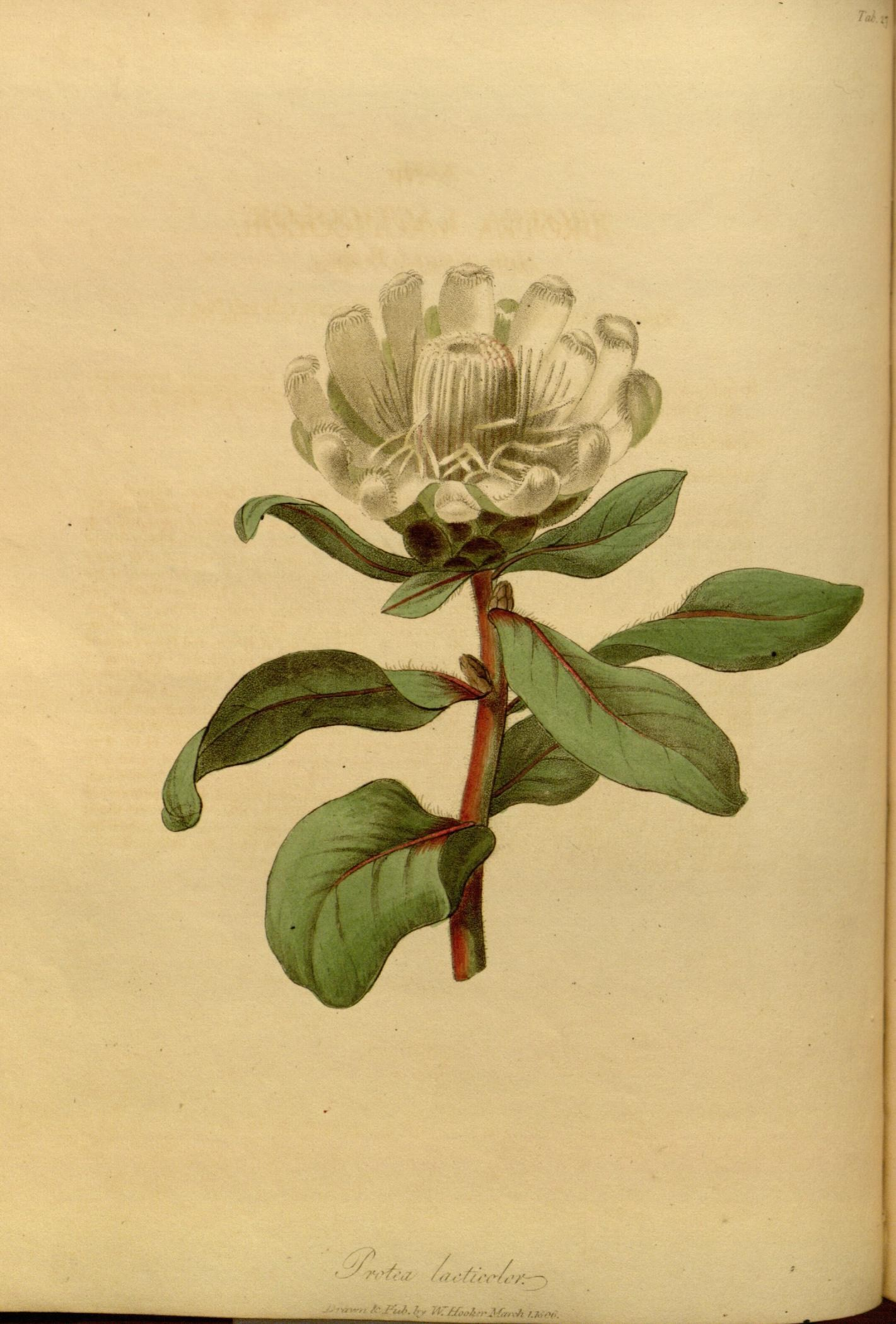
Иллюстрация P. lacticolor в книге Уильяма Джексона Гукера The Paradisus Londinensis (1805–1808)

Protea lacticolor — прямостоячий кустарник или небольшое деревце, вырастающее от 2 до 6 м в высоту. Растёт из одного основного стебля диаметром 80-300 мм. Стебли с гладкой серой корой в зрелом состоянии. Листья от копьевидных до яйцевидных, с сердцевидным основанием и всегда загнуты вверх, тёмно-сине-зелёные, довольно толстые и жёсткие, в молодом возрасте опушённые, с отчётливым красным краем и толстой бахромой из бело-коричневых волосков по краям листа, которые особенно хорошо видны на молодых листьях.
Мужские и женские элементы находятся в одном цветке. Соцветия от продолговатых до узко-обратных, длиной 60-80 мм и диаметром 50-60 мм. Обворачивающие прицветники кремово-белые или розовые, густо покрытые шелковистыми волосками. Цветёт в основном осенью (март и апрель) и с конца лета до середины зимы (февраль — июнь). Плодам требуется около 7 месяцев для созревания, они остаются на растении в течение многих лет, пока растение не умрёт, или не погибнет при пожаре, или если насекомые не уничтожат цветоносный побег и подача воды к семенной головке не прекратится. В дикой природе куст погибает в огне, а затем высвобождает сразу все семена.

## Таксономия
Впервые вид был впервые описан английским ботаником Ричардом Энтони Солсбери в книге Уильяма Джексона Гукера The Paradisus Londinensis (1805—1808). Видовое название — латинское слово lacticolor, означающее «молочный», имея в виду молочно-белый цвет цветочных прицветников.

## Распространение и местообитание
Protea lacticolor — эндемик Южной Африки. Естественная среда обитания вида — горы, чаще всего на берегах ручьёв и высокогорных сланцевых полосах, на влажных склонах, обращённых на юг и восток. Широко распространён от Бэйнс-Клуфа до гор Готтентос-Голландия и Гренланд. Популяция, которая растёт в верхней части долины Йонкершук защищена от пожаров.

## Охранный статус
Согласно Красному списку южноафриканских растений вид признан находящимся под угрозой исчезновения. Естественная среда P. lacticolor обитания фрагментирована и сокращается, и она встречается только в 8 известных местах. Кроме этого, вид находится под угрозой, потому что часть его среды обитания густо заселена чужеродными соснами, а его северные субпопуляции сокращаются по неизвестным причинам.